# Mecánica automotriz

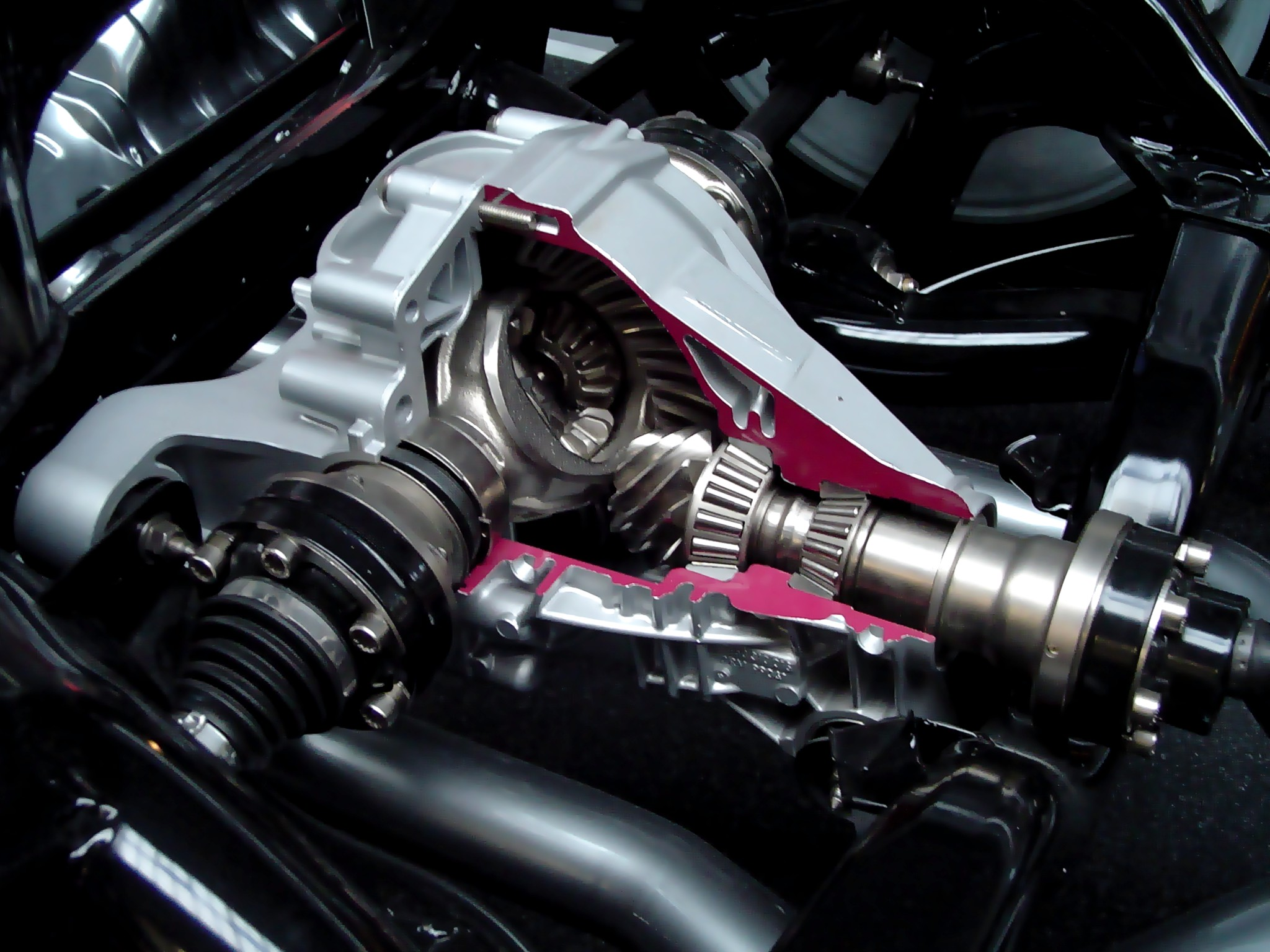
Diferencial: transmite un movimiento equilibrado a las ruedas en curvas

La mecánica automotriz es la rama de la mecánica que estudia y aplica los principios propios de la física y mecánica para la generación y transmisión del movimiento en sistemas automotrices, como son los vehículos de tracción mecánica.

## Generación del movimiento

### Motor
Definición

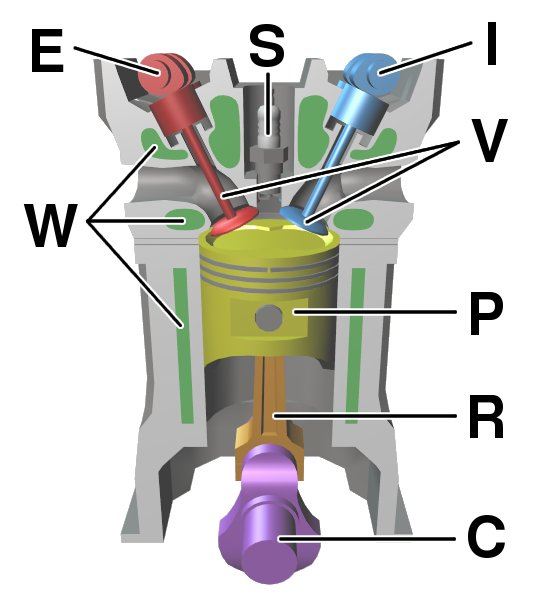
Partes del cilindro de un motor

Es el elemento encargado de la generación del movimiento. Las diversas clases de motores son:

##### Motor de combustión interna alternativo
- Motor Wankel
- Motor diésel
- Motor radial
- Motor rotativo
- motor transversal

### Correa de distribución
La correa de distribución o dentada es uno de los métodos más comunes de transmisión de la energía mecánica entre un piñón de arrastre y otro arrastrado, mediante un sistema de dentado mutuo que posee tanto la correa como los piñones, impidiendo su deslizamiento mutuo. Se emplea muy frecuentemente en motores Otto y diésel de 4 tiempos entre el cigüeñal y el árbol de levas, en motores de motocicletas y maquinaria industrial. Es una correa de goma que normalmente enlaza un generador de movimiento con un receptor de la misma por medio de poleas o piñones.

### Árbol de levas
Mecánicamente, el árbol de levas es una barra o eje de rotación que incorpora unas palas o levas, que son las encargadas de accionar la apertura y cierre de las válvulas. Esta barra queda colocada sobre la culata del motor y en algunos casos hay dos: una para las válvulas de admisión y otra para las válvulas de escape. Los árboles de levas quedan unidos al cigüeñal mediante la correa o cadena de distribución. Además, contribuyen a repartir el aceite por el motor y ayudan al funcionamiento de la bomba del combustible

## Transmisión del movimiento

### Embrague
El embrague es un sistema que permite tanto transmitir como interrumpir la transmisión de una energía mecánica a su acción final de manera voluntaria. En un automóvil, por ejemplo, permite al conductor controlar la transmisión del par motor desde el motor hacia la de caja de cambios.

### Caja de cambios

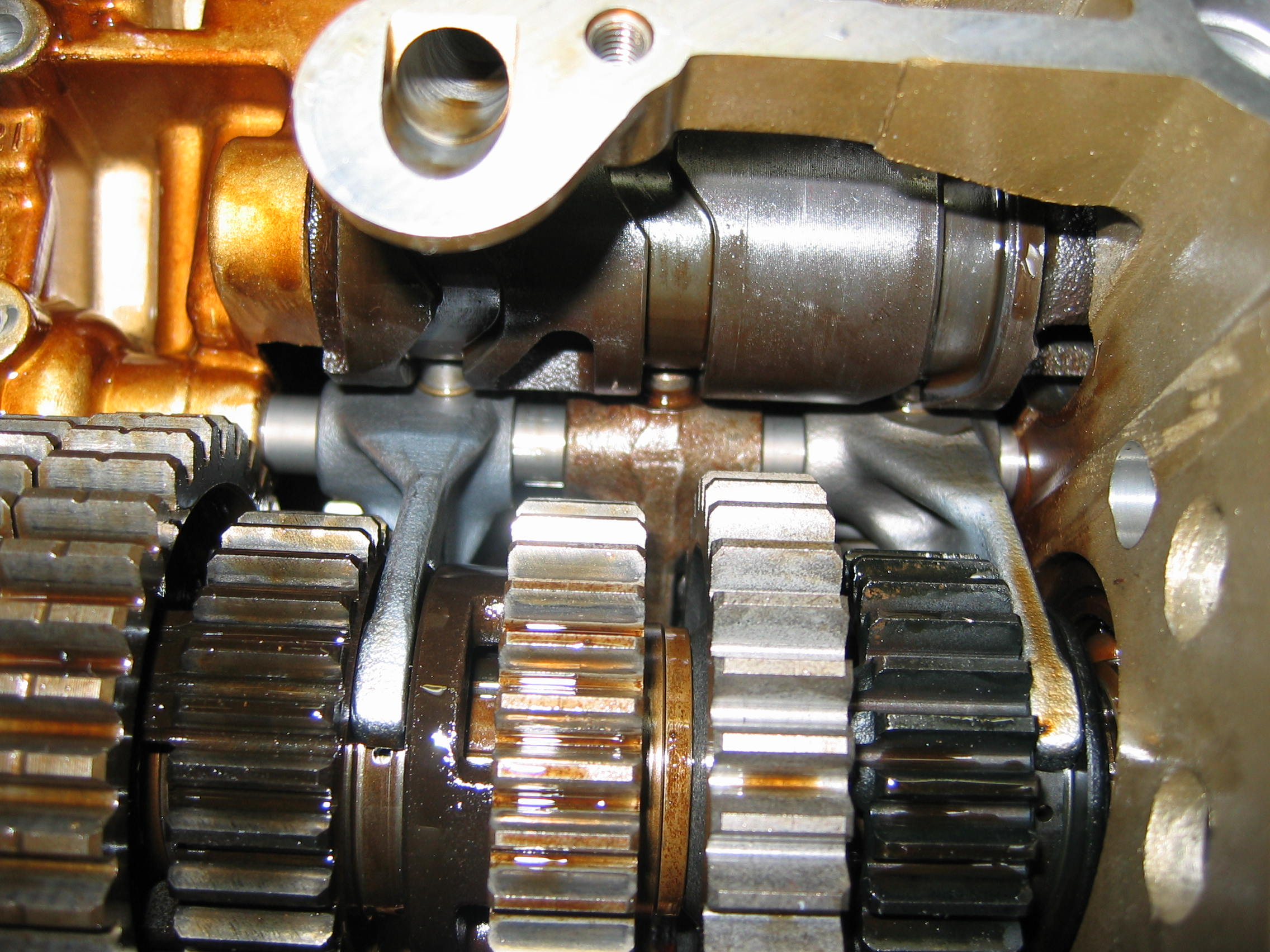
Caja de cambios

La caja de cambios o caja de velocidades (también llamada simplemente caja) es el elemento encargado de obtener en las ruedas el par motor suficiente para poner en movimiento el vehículo desde neutro a una marcha, y una vez en marcha obtener un par suficiente en ellas para poder vencer las resistencias al avance, fundamentalmente las resistencias aerodinámicas, de rodadura y de pendiente.

### Árbol de transmisión
El árbol de transmisión o eje de transmisión es el elemento encargado de transmitir el movimiento del motor a las ruedas.

### Grupo cónico-diferencial
Es el elemento de la transmisión que reparte la potencia del movimiento a las ruedas estabilizando la velocidad de las mismas dependiendo de las curvas.